# Annagül Annagulyýewa
Annagül Annamyradowna Annagulyýewa (in russo Аннагуль Аннамуратовна Аннакулиева?, Annagul' Annamuratovna Annakulieva; 31 dicembre 1924 – Aşgabat, 18 luglio 2009) è stata un soprano turkmeno, fino al 1991 sovietico.
È stata la prima cantante lirica turkmena a godere di fama internazionale.

## Biografia
Annakulieva esordì nel 1941 al Teatro dell'Opera e del Balletto turkmeno di Aşgabat, nella Repubblica Socialista Sovietica Turkmena. Si esibì in tutta l'URSS e apparve anche in numerosi film sovietici, alcuni dei quali furono diretti da suo marito Alty Karliev. Venne nominata Artista del popolo dell'Unione Sovietica per i suoi successi professionali nelle arti, in particolare nell'opera.
Morì il 18 luglio 2009 all'età di 84 anni dopo una lunga malattia.